# Nagata Tetsuzan

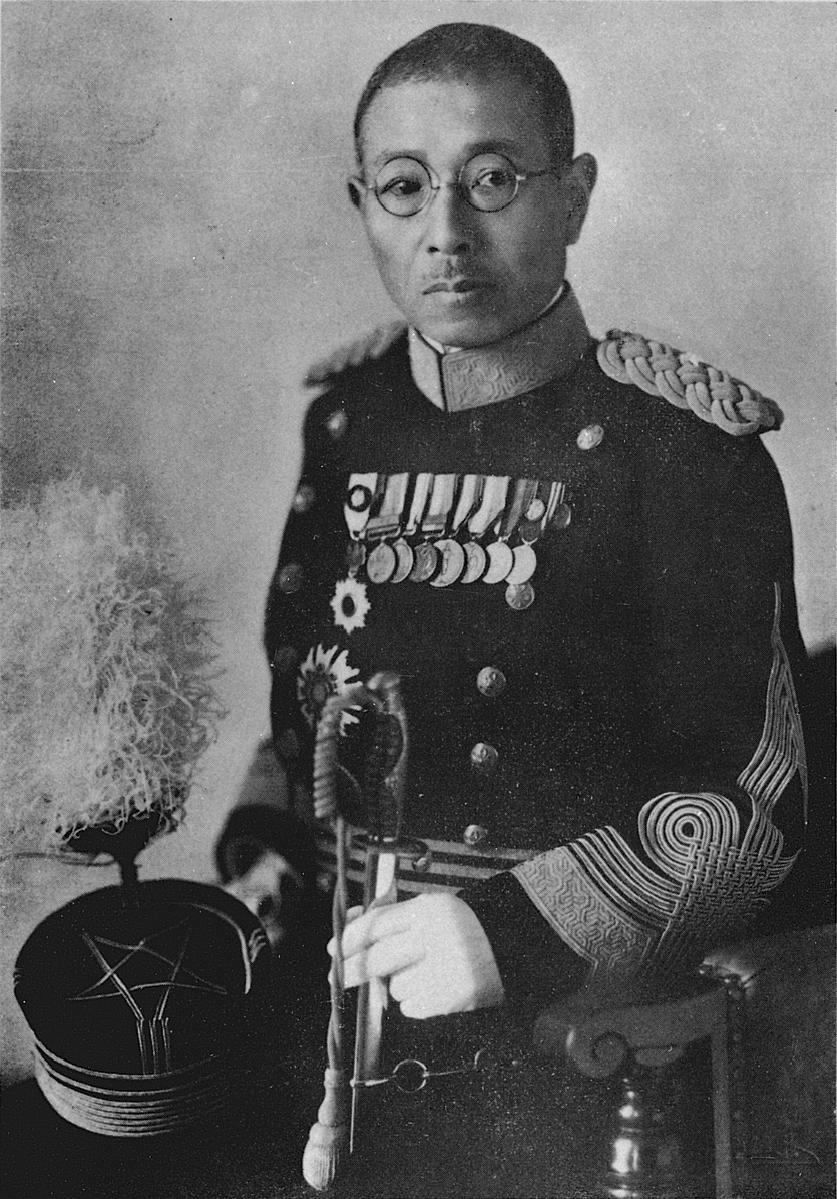
Nagata Tetsuzan

Nagata Tetsuzan (japanisch 永田 鉄山; * 14. Januar 1884 in Suwa; † 12. August 1935 in Tokio) war ein General der Kaiserlich Japanischen Armee.

## Leben und Wirken
Nagata Tetsuzan wurde in Suwa in der Präfektur Nagano geboren. Tetsuzan graduierte im Oktober 1904 an der „Höheren Schule der Armee“ (陸軍士官学校, Rikugun shikan gakkō) und machte 1911 seinen Abschluss am „College der Armee“ (陸軍大学校; Rikugun daigakkō)
Während des 1. Weltkriegs und auch danach nahm Nagata an verschiedenen Delegationen teil, die Europa aufsuchten. Er war der Erste, der sich mit Konzepten zur nationalen Mobilmachung befasste, die die japanische Armee und die ganze Nation im Notfall ergreifen sollte.
1932 wurde Nagata zum Generalmajor befördert und 1934 mit der Leitung des Büros für militärische Angelegenheiten (軍務局; Gummukyoku) betraut. Er gehörte zur gemäßigt-pragmatischen Richtung der Armee, der „Tōseiha“ (統制派). So riefen seine nationalen Planungsideen den heftigen Protest der „Faktion des kaiserlichen Weges“ (皇道派, Kōdōha) hervor. Am 12. August 1935 wurde er von einem Mitglied der Kōdōha, Oberstleutnant Aizawa Saburō (相沢 三郎; 1889–1939), ermordet. Sein Tod während des Aizawa-Zwischenfalls führte in Japan zu einigem Aufsehen.